# Copa de Grecia 1955-56
La Copa de Grecia 1955-56 fue la 14.ª edición de esta competición anual de la Copa de Grecia. Contó con ocho participantes, desde los octavos de final hasta el último partido jugado el 24 de junio de 1956 por los finalistas. El campeón fue el AEK Atenas FC que venció al Olympiacos FC por 2-1 tras los goles de Giannis Kanakis y Giannis Chaniotis.

## Cuartos de final
| Local         | Resultado | Visitante      |
| ------------- | --------- | -------------- |
| Olympiacos    | 4-0       | Niki Volos     |
| Panathinaikos | 1-0       | Apollon Atenas |
| AEK Atenas    | 2-1       | Panionios      |
| Aris          | 1-1       | Iraklis        |
| Iraklis       | 1-2       | Aris           |

## Semifinales
| Home team  | Score | Away team     |
| ---------- | ----- | ------------- |
| Aris       | 0-3   | Olympiacos    |
| AEK Atenas | 2-1   | Panathinaikos |

## Final
La final de la 14.º Copa de Grecia se disputó en el Estadio Apostolos Nikolaidis, Atenas.
| 24 de junio de 1956 | AEK Atenas                    | 2 – 1 | Olympiacos    | Estadio Apostolos Nikolaidis, Atenas, |                          |
|                     | - Chaniotis 22' - Kanakis 67' |       | - Darivas 26' | Árbitro(s): Rigato (ITA)              | Árbitro(s): Rigato (ITA) |